# Lyocell
Lyocell är en regenatfiber som bland annat säljs under handelsnamnet Tencel. Lyocell nådde konsumentmarknaden 1991 och kom 1996 att klassificeras av Federal Trade Commission som en egen fibergrupp. Lyocell är den första fibern på trettio år att klassificeras som en egen fibergrupp.
Lyocell tillverkas av cellulosa, men tillverkningen sker på ett miljövänligare sätt än för regenatfibrerna viskos och modal.. Vid lyocell-processen löses cellulosan, i form av dissolvingmassa, upp med N-Metylmorfolin-N-oxid (NMMO) monohydrat, och bildar en klar lösning kallad dope. Efter filtrering pressas denna sedan genom ett munstycke med fina hål, en s. k. spinndysa, i en luftström och därefter ned i ett vattenbad innehållande en mindre mängd NMMO, en kombination av torr- och våtspinning. Cellulosan återbildas då i form av långa fibrer. Processen liknar men är inte analog med viskosprocessen. 
Lyocell förädlas i ett slutet kretslopp där 99% av det icke-giftiga lösningsmedel som används återvinns.